# 南佐遗址
南佐遗址是1964年在中華人民共和國甘肅省发现的新石器时代遗址，1981年被甘肃省人民政府公布为省级文物保护单位，2001年被国务院公布为全国重点文物保护单位。

## 位置
遗址位于甘肃省西峰市（今甘肃省庆阳市西峰区）西南6公里的后官寨乡南佐村，总面积约8.75万平方米，现存9处大型夯土台基，文化层堆积1-4米。自1984年至1996年，甘肃省考古研究所和北京大学曾先后五次对遗址进行科研考古发掘，揭露面积1300平方米。
南佐遗址的这座大型房址是我国史前时期的最大单体建筑之一。其建筑形式及時間与著名的大地湾901相近，均属仰韶文化晚期。這座遺址位於泾水上游，從遺址存在直到現在，泾水和渭水上中游的文化面貌基本一致。在半坡文化时期，这里就与洛河流域以及山西西南部形成不同的文化分野，这里属半坡-史家类型，而洛河及山西西南部属东庄类型。不過这两种文化在半坡文化早期可能并未发生分野。
至庙底沟文化时期，这一区域被东部东庄类型所发展出的庙底沟文化覆盖，失去了自身的特点，融入了东庄-庙底沟文化之中。庙底沟文化消失之后，这里的文化面貌發生了一些变化，其不同于子午岭以东的黄帝陵类型，也不同于大地湾类型，而是在原有特点之上形成了自己的文化特点。